# Antonel Borșan
Antonel Borşan (Lieşti, Galaţi, 29 de abril de 1970) é um ex-velocista romeno na modalidade de canoagem.

## Carreira
Foi vencedor da medalha de prata em C-2 1000 metros em Atlanta 1996, junto com o seu colega de equipa Marcel Glǎvan.